# Montabaur (stacja kolejowa)
Montabaur – stacja kolejowa w Montabaur, w kraju związkowym Nadrenia-Palatynat, w Niemczech, na szybkiej linii ICE Kolonia – Frankfurt nad Menem. 